# 神圣罗马帝国皇帝的加冕礼

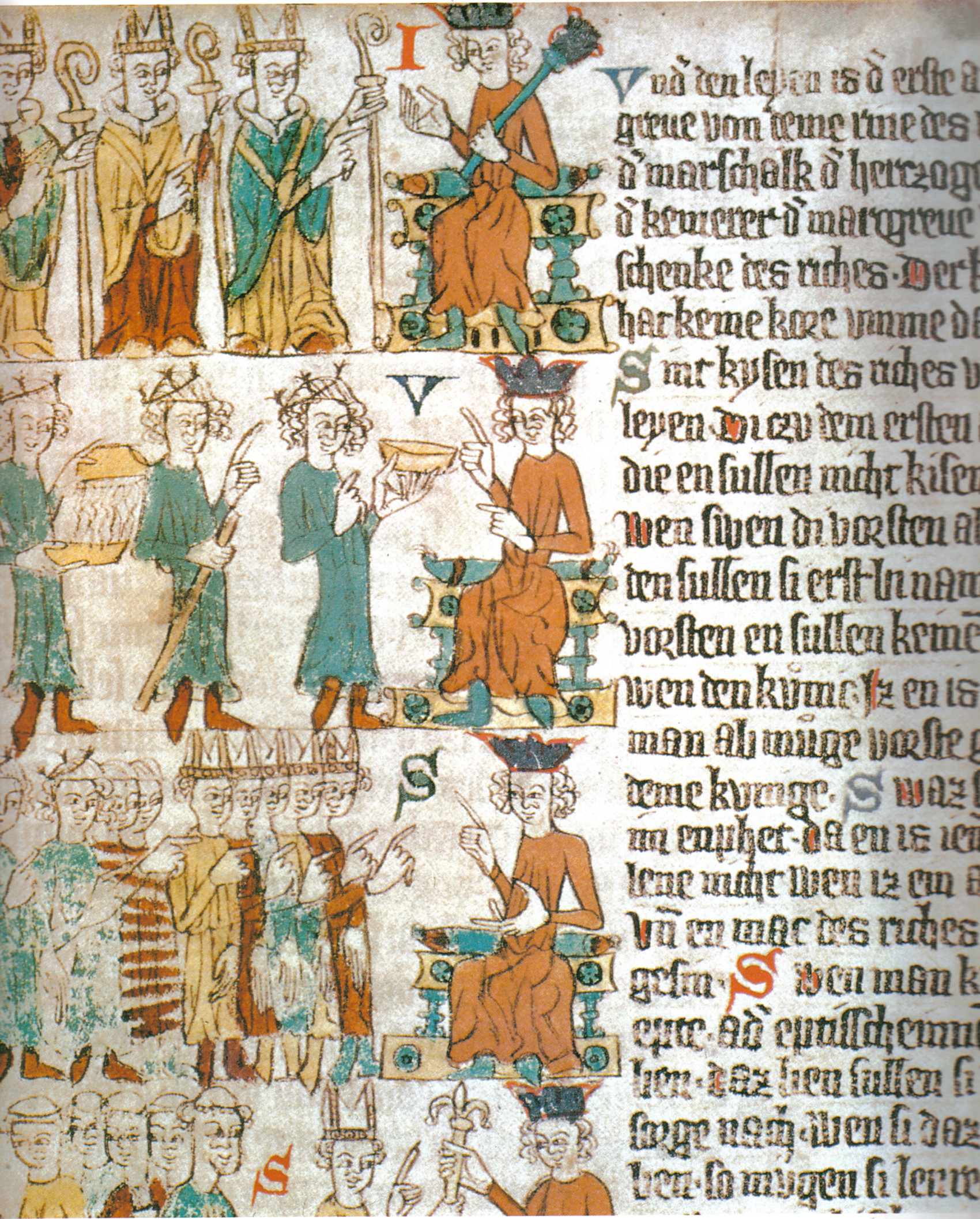
神聖羅馬帝國選侯選舉國王的場景

神聖羅馬帝國皇帝的加冕禮是當時西歐最大政治實體的統治者神聖羅馬皇帝從教宗手中接過帝國皇權的儀式，這象徵著教宗為基督教君主加冕的權利，也像徵著皇帝作為帝國保護者的角色。
神聖羅馬帝國於800年在查理曼大帝的統治下建立。後來的皇帝由後來的教宗加冕。查理五世由克萊孟七世於 1530年在博洛尼亞加冕，他成為了最後一位由教宗加冕的神聖羅馬帝國皇帝。直到 1806 年帝國解體，教宗再沒有加冕。後來的統治者只是宣布 在被選帝侯選舉並加冕為德國國王后，他們自己就是“羅馬人的當選皇帝”（拉丁語： Imperator Electus Romanorum）。